# Paul Soter
Paul Soter (* 16. August 1969 in Sacramento, Kalifornien) ist ein US-amerikanischer Schauspieler, Drehbuchautor, Regisseur und Mitglied der Comedygruppe Broken Lizard.

## Leben
Als Kind lebte er in Sacramento, Anchorage, Phoenix und Denver. Er graduierte an der Colgate University und war ein Mitglied der Beta-Theta-Pi-Studentenverbindung. Er war ebenso zusammen mit den anderen späteren Broken-Lizard-Mitgliedern Teil der Comedygruppe Charred Goosebeak.

## Filmografie
- 1996: Puddle Cruiser – Drehbuch (im Team)
- 2001: Super Troopers – Die Superbullen – Drehbuch (im Team)
- 2004: Club Mad – Drehbuch (im Team)
- 2005: Ein Duke kommt selten allein (The Dukes of Hazzard)
- 2006: Bierfest – Drehbuch (im Team)
- 2007: Liebe lieber ungewöhnlich – Eine Beziehung mit Hindernissen (Watching the Detectives) – Regie und Drehbuch
- 2009: The Slammin’ Salmon – Drehbuch (im Team)
- 2018: Super Troopers 2